# Medicação contra obesidade

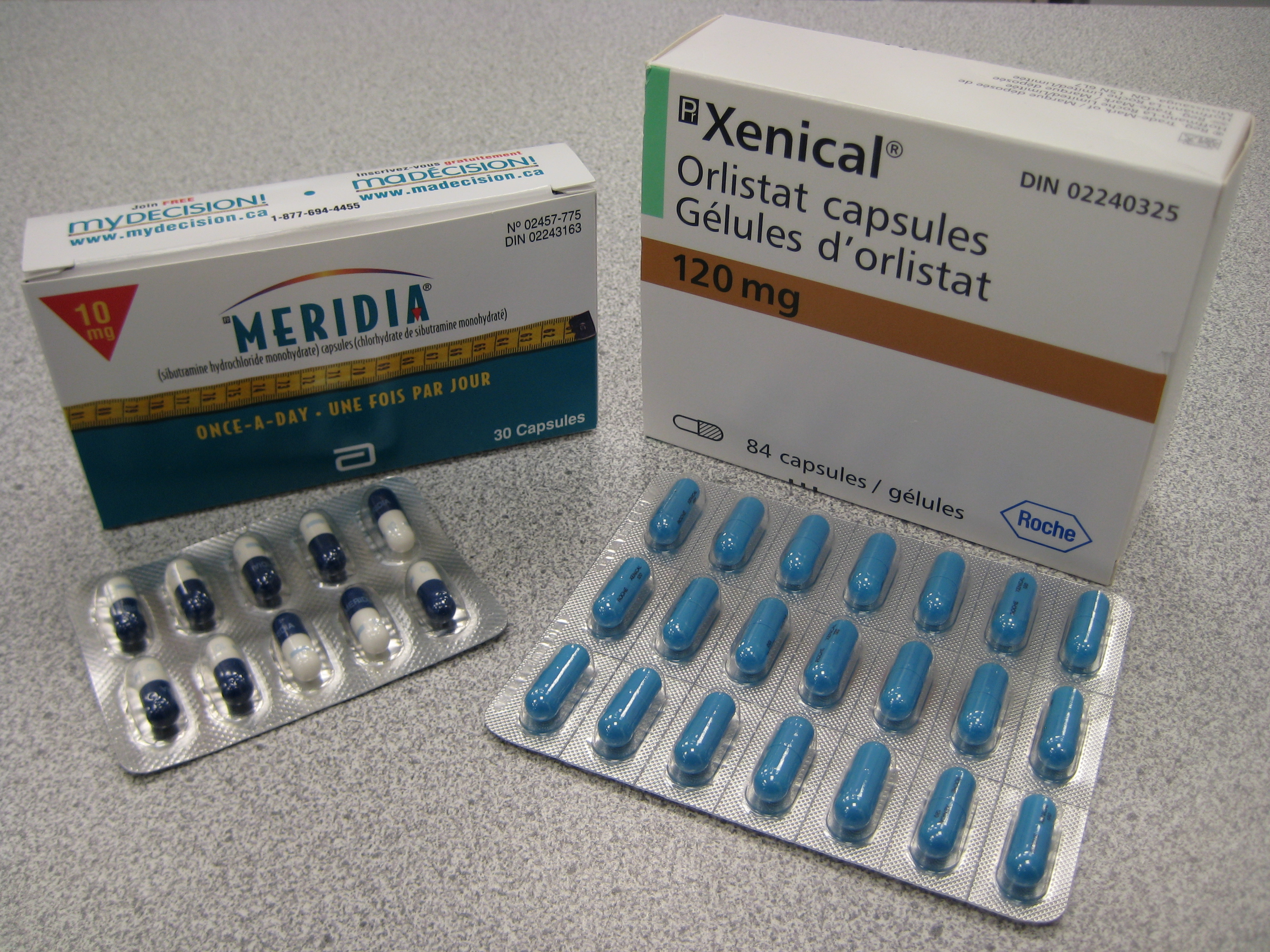
Xenical é um medicamento contra obesidade

As medicações contra obesidade são agentes farmacológicos que reduzem ou controlam o peso. Esses medicamentos alteram um dos processos fundamentais do corpo humano, a regulação do peso, alterando o apetite ou a absorção de calorias. As principais modalidades de tratamento para sobrepeso e indivíduos com obesidade permanecem dieta (alimentação saudável e restrição calórica) e exercício físico.

## Disponibilidade

### Brasil
No Brasil, atualmente, há cinco medicamentos registrados para o tratamento da obesidade: anfepramona (dietilpropiona), femproporex, mazindol, sibutramina e orlistate.
A Agência Nacional de Vigilância Sanitária (Anvisa) aprovou, na primeira semana de 2023, o Wegovy (semaglutida).

### EUA
Nos Estados Unidos, orlistat (Xenical) e semaglutida (Wegovy) são aprovados pelo FDA para uso a longo prazo.